# ناصر جمال (لاعب كرة قدم كندية)
ناصر جمال (بالإنجليزية: Nasser Jamal)‏ هو لاعب كرة قدم كندية أمريكي، ولد في 25 فبراير 1988 في قندهار في أفغانستان.